# Маневич, Залман Абрамович
Залман Абрамович Маневич (2 января 1913, Варакляны, Латвия — 1 июня 1992, Елгава, Латвия) — ученый-животновод, заслуженный ветеринар Латвийской ССР, профессор.

## Биография
Залман Маневич родился 2 января 1913 года в Вараклянах. Отец — Маневич Аврам-Элье бен Давид (род. 2 февраля 1878 — ум. 17 июля 1957), занимался мелкой торговлей, мать — Маневич (в девичестве Магарам) Ханна, умерла до войны в Вараклянах. Две старшие сестры Фрида и Дора погибли вместе с семьями в Холокосте.
В Первую мировую войну вместе с семьей эвакуировался в Царицын и после войны вернулся в Варакляны.
Учился в хедере и Вараклянской начальной школе и в 1927 г. переехал в Ригу, где поступил в гимназию и начал самостоятельную жизнь. В 1932 — 1940 гг. учился на медицинском факультете Латвийского университета и отслужил срочную службу в инженерных войсках Латвийской армии. Во время учёбы он работал ассистентом ветеринара в Вараклянах. После окончания университета работал в 1940—1941 гг. ветеринаром в Краславском, Айзпутском и Дагдском районах.
Залман Маневич состоял в молодёжной сионистской организации «Бейтар» и серьёзно занимался футболом, сохранив приятельские отношения с двумя известными до войны еврейскими футболистами, игравшими в сборной Латвии, Максом и Николаем Левитанусами, тренерами рижской «Даугавы» в начале 1960-х.
В начале Второй мировой войны эвакуировался в г. Ржев. Когда начали создаваться первые латышские стрелковые формирования, Залман Маневич присоединился к 43-й гвардейской стрелковой Латышской Рижской дивизии в качестве стрелка, в 1944 г. стал главой ветеринарного лазарета 308-й стрелковой Латышской Краснознаменной дивизии. В 1945 году он был демобилизован в качестве гвардии майора ветеринарной службы и первоначально работал ветеринаром в отделе закупок животных.
В 1946 году начал работать на кафедре внутренней медицины медицинского факультета Академии наук Латвии. В 1950 году защитил диссертацию кандидата ветеринарных наук «О клинической оценке содержания желудка лошади при заболеваниях». В сферу его научных интересов входили болезни желудка лошади, бычий кетоз и лейкемия, анемия и отек поросят, а также диспепсия теленка. Залману Маневичу было присвоено звание Заслуженного ветеринарного врача за заслуги в сельском хозяйстве ЛатССР, в сельском хозяйстве и подготовке животноводческих кадров в 1968 году. Залман Маневич является автором и соавтором более 100 научных работ, он написал несколько книг по внутренним и метаболическим болезням домашних животных, а также учебник по диагностике внутренних болезней.
Награждён орденом Красной Звезды (1944 г.) и 2 медалями. Маневич был председателем торгового бюро, работал в нескольких постоянных комиссиях при Министерстве сельского хозяйства ЛССР, награждён нагрудными знаками для начальника сельского хозяйства СССР и ЛатССР, Почетной грамотой Президиума Верховного Совета СССР, благодарностью Министерства сельского хозяйства ЛатССР. Заслуженный ветеринар Латвийской ССР (1966). Назначена персональная пенсия (1978).
Залман Маневич скончался 1 июня 1992 года в Елгаве, похоронен в Риге, на кладбище Шмерли, после его смерти родственники эмигрировали в Израиль.

## Избранные труды
- Профилактика и лечение внутренних незаразных болезней сельскохозяйственных животных : [Тезисы докладов конференции. 28-30 июня 1965 г. Елгава / Ред. коллегия: … З. А. Маневич (отв. ред.) и др.] ; М-во сел. хоз-ва Латв. ССР. Латв. с.-х. акад. Латв. науч.-исслед. ин-т животноводства и ветеринарии. О-во вет. врачей Латв. ССР. — Рига: Зинатне, 1966. — 197 с. . ; 22 .
- Manevičs, Zalamans, Dzīvnieku vielu maiņas slimības / Z. Manevičs. 2. papild. izd. Rīga : Liesma, 1970. 208 lpp. : il. ; 20 cm.
- Manevičs, Zalamans, Dzīvnieku vielu maiņas slimības / Z. Manevičs. 2. papild. izd. Rīga : Liesma, 1970. 208 lpp. : il. ; 20 cm.
- Manevičs, Zalamans, Dzīvnieku vielu maiņas slimības: [lopkopības speciālistiem, veterināro fakultāšu un zootehnikas fakultātes studentiem un zooveterināro tehnikumu audzēkņiem] / Z. Manevičs. Rīga : Latvijas Valsts izdevniecība, 1961. 179, [1] lpp. : il. ; 21 cm.
- Manevičs, Zalamans, Lauksaimniecības dzīvnieku iekšķīgās nelipīgās slimības / Z. Manevičs. Rīga : Zvaigzne, 1980. 279, [1] lpp. ; 22 cm.
- Manevičs, Zalamans, Lauksaimniecības dzīvnieku iekšķīgo slimību klīniskā diagnostika : [mācību grāmata augstskolām] / Z. Manevičs. Rīga : Zvaigzne, 1968. 376 lpp., 2 lp. iel. : il. ; 22 cm.
- Manevičs, Zalamans, Lauksaimniecības dzīvnieku vielmaiņas slimības un alimentārās toksikozes : rokasgrāmata / Z. Manevičs. Rīga : Avots, 1983. 324, [1] lpp. : tab. ; 21 cm.
- Manevičs, Zalamans, Teļu caureja un tās ārstēšana un profilakse / Z. Maņevičs ; Latvijas PSR Politisko zināšanu un zinātņu popularizēšanas biedrība. Rīga : LVI, 1956. 32 lpp. : il. ; 20 cm.
- Manevičs, Zalamans, Teļu dispepsija — diagnoze, ārstēšana, profilakse / Z. Maņēvičs, I. Zītare. [Rīga] : Latvijas Valsts Lopkopības un Veterinārijas Zinātniskās pētniecības institūts «Sigra», 1994. 72 lpp. : tab.
- Конференция ветеринарных врачей Прибалтийских республик. Тезисы докладов по болезням крупного рогатого скота на Конференции ветеринарных врачей Прибалтийских республик / [редакционная коллегия: Я. Аугшкалн … З. Маневич (отв. редактор) … [и др.]]. Рига : [б.и.], 1961. 65, [4] с. ; 21 см.
- Manevičs, Zalamans, Клиническая оценка результатов исследования желудочного содержимого при некоторых болезнях лошадей : автореферат диссертации на соискание ученой степени кандидата ветеринарных наук / З. А. Маневич; Латвийская сельскохозяйственная академия. Рига : [б.и.], 1950. 9, [1] lpp. ; 21 cm.